# Oksana Koroljova
Oksana Igorevna Koroljova (ryska: Оксана Игоревна Королёва), född 17 juli 1984 i Astrakhan i dåvarande Sovjetunionen, är  en rysk handbollsspelare, som spelade som vänsternia.

## Klubblagskarriär
På klubbnivå vann hon med GK Lada  det ryska mästerskapet fyra gånger 2003-2006 och ryska cupen en gång. 2007 tog sig GK Lada till finalen i EHF Women's Champions League, som de sedan förlorade mot danska Slagelse Dream Team. 2008 blev hon mästare i Champions Leaguemed sin nya klubb Zvezda Zvenigorod, som besegrade österrikiska Hypo Niederösterreich i finalen. Med Zvezda vann hon också den ryska cupen 2009-2011 och 2014.  Hon spelade kvar i Zvezda till 2016 då hon bytte klubb till GK Kuban Krasnodar där hon spelade kvar till 2017. Hon avslutade sin karriär 2018 efter en svår knäskada.

## Landslagskarriär
Koroljova tillhörde truppen i ryska ungdomslandslagen. Hon vann med ryska u-landslagen U-17 EM 2001, sedan U-19 2002 och slutligen U-20 VM 2003. Koroljova debuterade sedan i ryska landslaget 2004 och har spelat minst 70 landskamper med 103 gjorda mål i landslaget. Koroljova blev världsmästare med Rysslands damlandslag i handboll 2009, och var med året innan och tog brons i EM  2008.